# Escuela de Nísibis

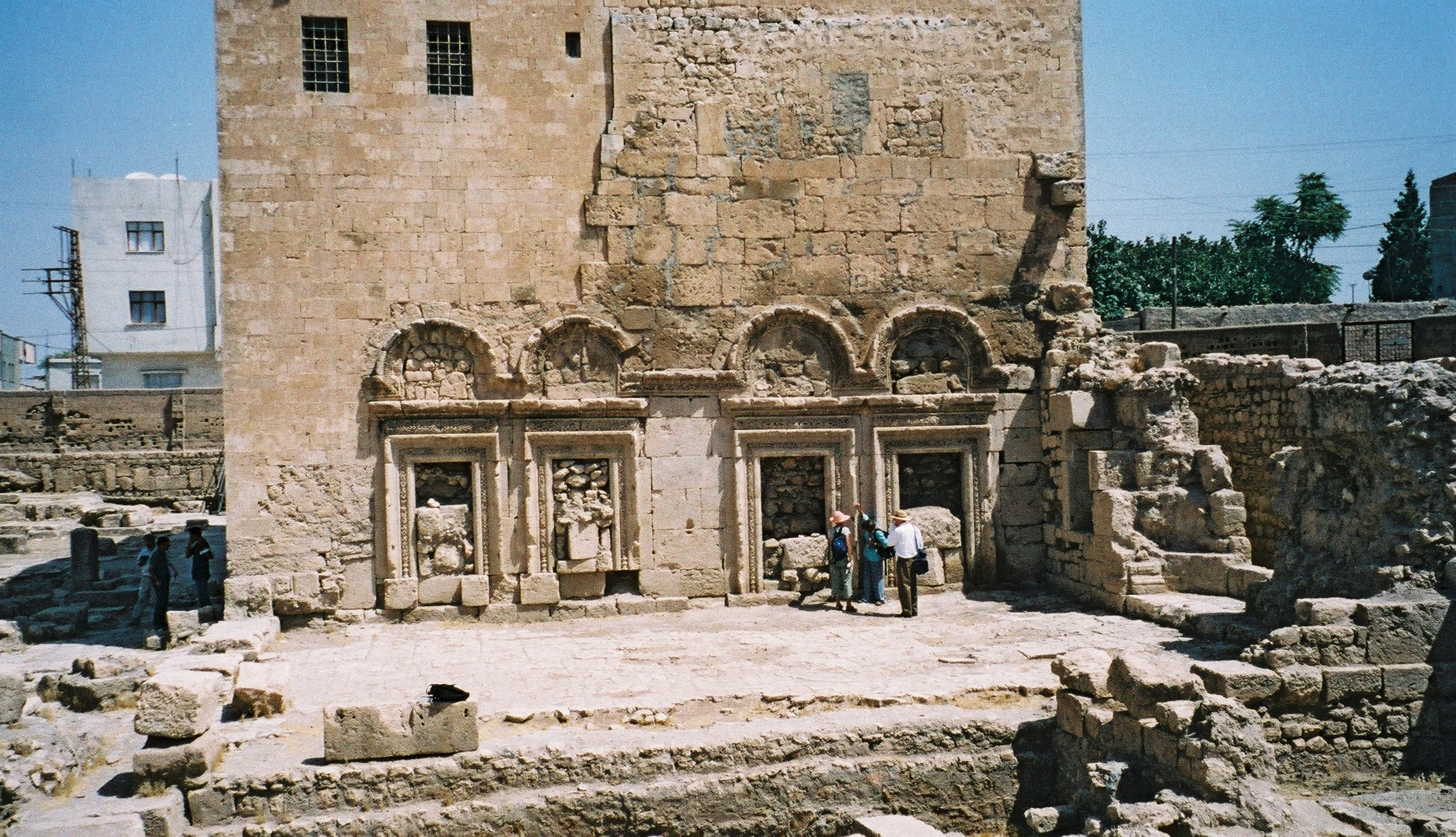
Iglesia de San Jacobo, en Nísibis, donde enseñó y dirigió san Efrén de Siria.

La Escuela de Nísibis (sirio: ܐܣܟܘܠܐ ܕܢܨܝܒܝܢ), durante un tiempo absorbida por la Escuela de Edesa, fue un establecimiento educativo en Nísibis (ahora Nusaybin, Turquía). Consiguió ser un importante centro espiritual de la Iglesia primitiva de Oriente y, al igual que la Academia de Gundeshapur, se la conoce a veces como la primera universidad del mundo. La escuela tenía tres departamentos primarios que enseñaban: teología, filosofía y medicina. Su profesor más famoso era Narses, antiguo director de la escuela de Edesa.
La escuela fue fundada en el 350 en Nísibis. En el 363, cuando la ciudad cayó ante los persas, san Efrén de Siria, acompañado de varios profesores, abandonó la escuela y fueron a Edesa, donde Efrén se hizo cargo de la dirección. Había sido fundada ya en el siglo II por los reyes de la dinastía Abgar. Cuando Efrén se hizo cargo de la escuela, su importancia fue en aumento. Después del cisma nestoriano, cuando el emperador bizantino Zenón ordenó el cierre de la escuela por sus enseñanzas de la doctrina nestoriana, considerada herética por el cristianismo calcedonio, la escuela se trasladó de nuevo a Nísibis.

## Primera historia
La escuela fue fundada alrededor del año 350 por Jacobo de Nísibis. Su modelo fue la escuela de Diodoro de Tarso en Antioquía. Era un lugar ideal para una escuela siria: en el centro del mundo de habla siria pero aún en el Imperio romano, que acababa de abrazar el cristianismo. La mayor parte de Mesopotamia estaba bajo el dominiopersa sasánida, que aún intentaba revivir la antigua religión zoroastriana.

## Exilio a Edesa
Los persas pronto consiguieron Nísibis, en el año 363, y la escuela se trasladó hacia el oeste a una escuela existente en Edesa, Mesopotamia superior, donde se la conoció como la "Escuela de los Persas" (Eskuli d-Forsoye/Eskuli d-Parsaye en arameo/siríaco de Edesa). Allí, bajo el liderazgo de Efrén, ganó fama más allá de las fronteras del mundo de habla siria.
Mientras tanto, en Antioquía, Teodoro de Mopsuestia se había hecho cargo de la escuela de Diodoro de Tarso, y sus escritos pronto se convirtieron en la base de la teología siria. Incluso durante su vida, fueron traducidos al siríaco y gradualmente reemplazaron el trabajo de Efrén. Uno de sus más famosos estudiantes fue Nestorio, quien se convirtió en Patriarca de Constantinopla, pero la doctrina que predicaba le hizo enfrentarse a Cirilo de Alejandría. Cirilo trató de marcar a Nestorio como hereje, y en el Primer Concilio de Éfeso del año 431, hizo que Nestorio fuera formalmente censurado.
El conflicto resultante llevó al Cisma Nestoriano, que separó la Iglesia de Oriente de la forma bizantina occidental del cristianismo. Los oponentes de Nestorio atacaron la Escuela de Diodoro y de Teodoro también, y los sirios respondieron dando protección a los seguidores de Nestorio. En el 489, el emperador bizantino  Zenón, ordenó el cierre de la escuela por sus tendencias nestorianas, y dicha escuela regresó a Nísibis.

## Centro de teología siria
De vuelta en Nísibis, la escuela se hizo todavía más famosa. Atrajo a estudiantes de todas las iglesias sirias, muchos de ellos encarnaban importantes oficios eclesiásticos, y su enseñanza era normativa. Los métodos exegéticos de la escuela seguían la tradición de Antioquía: estrictamente literales, controlados por un puro análisis gramatical-histórico. La labor de Teodoro era fundamental para la enseñanza teológica, y hombres como Abraham de Beth Rabban, que dirigió la escuela a mediados del siglo VI, se esforzaron por hacer su trabajo lo más accesible posible. Los escritos del propio Nestorio se añadieron al plan de estudios alrededor del año 530.
A finales del siglo VI, la escuela atravesó una crisis teológica, cuando su director Henana de Adiabene intentó revisar la tradición exegética oficial derivada de Teodoro de Mopsuestia. La controversia sobre Henana dividió a la Iglesia de Oriente, y llevó a la salida de muchos de los miembros de la escuela, probablemente incluyendo a Babai el Grande. Uno de los focos de la controversia fue el debate entre los partidarios de una cristología de un único qnoma (más o menos "hipóstasis") y de una cristología de dos qnomos, y la división se vio empeorada por las intervenciones de la Iglesia ortodoxa de Siria occidental. Los ataques de Babai a la teología de un único qnoma de Henana llegaron a ser generalmente aceptados por la Iglesia de Oriente, aunque Henana siguió siendo una influencia significativa en la posterior tradición de interpretación de la Iglesia.
La controversia sobre Henana y el resurgimiento monástico iniciado por Abraham de Kashkar, apoyado por Babai, disminuyó la influencia de la escuela, y la propagación de otras escuelas fundadas sobre su modelo en todo el Imperio sasánida también redujo su centralidad. En la primera mitad del siglo VII, después de la muerte de Henana alrededor del año 610, la escuela parece haber entrado en un declive terminal.

## Influencia en el Oeste
La fama de este seminario teológico era tan grande que el papa Agapito I y Casiodoro deseaban fundar uno en Italia de un tipo similar. Los tiempos difíciles impidieron que sus deseos se realizaran, pero para el monasterio de Vivarium, Casiodoro  se inspiró en el ejemplo de Nísibis que había aprendido del cuestor Junilo durante su estancia en Constantinopla.